# Marjamaa
Marjamaa är ett naturreservat i Pajala kommun i Norrbottens län.
Området är naturskyddat sedan 2009 och är 12,1 kvadratkilometer stort. Reservatet omfattar i bergen Paljaslaki i öster Mäntyvaara i väster och Aitan Kuusivaara i norr samt bäckar och myrmarker kring dessa.  och ett större våtområde i öster och skog med myrmark i övrigt. Reservatet består av tallskog i högre delar och granskog med asp i lägre. 